# The Case for Impeachment
The Case for Impeachment är en bok av den amerikanske historieprofessorn Allan Lichtman i vilken han argumenterar för att Donald Trump, USA:s president, bör fängslas. Boken gavs ut den 18 april 2017 av Dey Street Books, en "imprint" av HarperCollins. Författaren hävdar i boken att det finns flera skäl för varför Donald Trump bör fängslas, däribland Trumpadministrationens högst ifrågasatta kontakter med Ryssland inför presidentvalet 2016.